# David Rockwell
David Rockwell (Chicago, 1956) è un architetto e designer statunitense.
È membro dell'American Institute of Architects (FAIA) e fondatore e amministratore del Rockwell Group.

## Biografia
David Rockwell è nato a Chicago nel 1956. Sua madre Joanne, ballerina e coreografa di vaudeville, lo coinvolge nel mondo dello spettacolo. All'età di 12 anni la sua famiglia si trasferisce a Guadalajara, dove David conosce i suoni e i colori del Messico. Si è laureato in Architettura presso l'Università di Syracuse e l'Architectural Association School of Architecture di Londra. Nel 1984 fonda il Rockwell Group con sede a New Tork, e attualmente (2021) con filiali a Los Angeles e Madrid e con 250 collaboratori.

## Scenografo

### Teatro
- The Rocky Horror Show, regia di Christopher Ashley (2000)
- Hairspray, regia di Jack O'Brien (2002)
- All Shook Up, regia di Christopher Ashley (2004)
- Dirty Rotten Scoundrels, regia di Jack O'Brien (2004)
- Legally Blonde, regia di Jerry Mitchell (2007)
- Catch Me If You Can, regia di Jack O'Brien (2009)
- Elf, regia di Casey Nicholaw (2010)
- A Free Man of Color, regia di George C. Wolfe (2010)
- The Normal Heart, regia di Joel Grey e George C. Wolfe (2011)
- Harvey, regia di Scott Ellis (2012)
- Dead Accounts, regia di Jack O'Brien (2012)
- Lucky Guy, regia di George C. Wolfe (2013)
- Kinky Boots, regia di Jerry Mitchell (2013)
- You Can't Take It with You, regia di Scott Ellis (2014)
- Side Show, regia di Bill Condon (2014)
- On the Twentieth Century, regia di Scott Ellis (2015)
- Sylvia, regia di Daniel J. Sullivan (2015)
- On Your Feet!, regia di Jerry Mitchell (2015)
- She Loves Me, regia di Scott Ellis (2016)
- Falsettos, regia di James Lapine (2016)
- The Terms of My Surrender, regia di Michael Mayer (2017)
- Lobby Hero, regia di Trip Cullman (2018)
- Pretty Woman - The Musical, regia di Jerry Mitchell (2018)
- The Nap, regia di Daniel J. Sullivan (2018)
- Tootsie, regia di Scott Ellis (2018)
- Kiss Me, Kate, regia di Scott Ellis (2019)

### Cinema
- 81ª edizione della cerimonia di premiazione degli Oscar (2009)
- 82ª edizione della cerimonia di premiazione degli Oscar (2010)
- 93ª edizione della cerimonia di premiazione degli Oscar (2021)

## Opere
- Pleasure: The Architecture and Design of Rockwell Group, Universe, 2002.
- David Rockwell, Bruce Mau, Spectacle, Phaidon Press, 2006.
- David Rockwell, Bruce Mau, Drama, Phaidon Press, 2021.

## Riconoscimenti
- Tony Award
  - 2003 - Candidatura alla Miglior scenografia per Haispray
  - 2013 - Candidatura alla Miglior scenografia di un'opera teatrale per Lucky Guy
  - 2013 - Candidatura alla Miglior scenografia di un musical per Kinky Boots
  - 2015 - Candidatura alla Miglior scenografia di un'opera teatrale per You Can't Take It with You
  - 2015 - Candidatura alla Miglior scenografia di un musical per On the Twentieth Century
  - 2016 - Miglior scenografia di un musical per She Loves Me

- Drama Desk Award
  - 2016 - Miglior scenografia per She Loves Me

- Outer Critics Circle Award
  - 2016 - Miglior scenografia per She Loves Me